# Thermoarcturus venezuelensis
Thermoarcturus venezuelensis là một loài chân đều trong họ Antarcturidae. Loài này được Paul & Menzies miêu tả khoa học năm 1971.